# Футбол в залах
Футбо́л в за́лах, также футза́л AMF — командная игра с мячом в спортивном зале по правилам, близким к футболу, соревнования по которой проводятся под эгидой AMF. Футбол в залах иногда называется футзалом AMF. Другой похожей игрой, которую называют футзалом FIFA, является мини-футбол, соревнования по которому проводятся под эгидой ФИФА. Эти виды спорта часто путают, но между ними есть разница: футбол в залах ближе к большому футболу, в нём разрешены подкаты, а мяч из аута вводится руками, в отличие от мини-футбола. Поэтому в мини-футболе игра строится на комбинациях пасов, в то время как футбол в залах — более контактная игра, в которой много борьбы за мяч.

## История футбола в залах
Футбол в залах возник в начале 1930-х годов в Монтевидео (Уругвай) благодаря стараниям Хуана Карлоса Сериани (Juan Carlos Ceriani). Первая континентальная федерация (Южноамериканская конфедерация футбола в зале — la Confederación Sudamericana de Fútbol de Salón) была образована в городе Асунсьон, Парагвай.
В декабре 2002 года по инициативе Панамериканской конфедерации футбола в залах (la Confederación Panamericana de Fútbol de Salón — PANAFUTSAL) была создана Всемирная ассоциация футбола в залах (Asociación Mundial de Fútbol de Salón — AMF). Эта организация, под председательством парагвайца Роландо Аларкона Риоса (Rolando Alarcón Ríos), учреждённая на базе всех стран Америки, практикующих футбол в залах больше, чем другие страны, призвана защищать интересы футбола в залах и регулировать правила и дух соревнований по этому виду спорта во всём мире. Акт учреждения AMF был подписан представителями 24 стран, которые выбрали первого директора и учредили календарь соревнований на 2003 год, давая продолжение уже существующим в мире соревнованиям и создавая новые.
В наши дни регулярно проводятся чемпионаты мира по футболу в залах среди мужчин, в июне 2007 года в четырёх городах России (в Якутии) был проведен первый в истории Кубок мира по футболу в залах, выигранный сборной России, составленной из игроков двух якутских клубов, являвшихся на тот момент одними из сильнейших в России — нерюнгринского «Концентрата» и мирнинской «Алмаз-АЛРОСА». Традиционно самыми сильными в футболе в залах являются команды из России, Белоруссии, Испании и латиноамериканских стран, особенно Парагвая и Аргентины. Чемпионаты Европы проводятся под эгидой УЕФС: мужские с 1989 года и женские с 2001. В Африке футбол в залах получил наибольшее распространение в Анголе и Демократической Республике Конго (Заире), в Азии же этот вид спорта не пользуется большой популярностью.
В 1982 г. был проведён первый чемпионат мира по футболу в залах.
В 1985 году был проведён второй чемпионат мира под эгидой организации FIFUSA (Federación Internacional de Futbol de Salón), в то время возглавляемой бразильцем Жануарио Д’Алессио Нетто (Januario D’Alessio Netto).

### Разногласия с ФИФА
Футбол в залах (вид спорта под эгидой AMF) имеет общие корни с мини-футболом (существующим под эгидой ФИФА). Разделение на два разных вида спорта произошло в 1980-е годы, когда ФИФА попыталась получить контроль над футболом в залах и у неё возникли существенные разногласия с PANAFUTSAL и FIFUSA. ФИФА запретила использование слова «футбол» для именования футбола в залах в версии PANAFUTSAL и FIFUSA. Из-за этого на конгрессе FIFUSA в 1985 году в Мадриде было принято решение использовать составное слово «futsal» («футзал»). Вскоре ФИФА также начала использовать данное слово. Представители FIFUSA и стран-членов PANAFUTSAL неоднократно встречались с представителями ФИФА, но достичь договорённости им не удалось.